# Synchronisation GPS
La synchronisation GPS est un ensemble de techniques utilisant des récepteurs GPS pour synchroniser des horloges avec une grande précision. En effet, les systèmes de positionnement par satellites émettent des ondes radio qui contiennent des informations sur le temps basées sur des horloges atomiques très précises. Leur utilisation permet d'obtenir des références de temps utilisées dans des domaines variés de la recherche en physique quantique à la synchronisation des réseaux mobiles.

## Principe du GPS
Le principe de fonctionnement du positionnement par satellite est de mesurer la distance entre des satellites en orbite et un récepteur.
Les satellites émettent des ondes électromagnétiques se déplaçant à la vitesse de la lumière. La mesure du temps de parcours de ces ondes entre les satellites et le récepteur permet de calculer la distance.
Un récepteur doit synchroniser son horloge interne avec le temps des horloges atomiques transmises par les satellites, en effet une erreur d'un millionième de seconde sur une onde se déplaçant à la vitesse de la lumière induit une erreur de 300 mètres sur la position.
Cette synchronisation a permis au GPS, développé pour les applications de positionnement, d'être envisagé comme une référence de temps de précision dès 1980.

## Le temps GPS
Le temps GPS est la référence de temps qui sert à dater les signaux émis par les satellites. Le segment de contrôle (dont la station principale est la Schriever Air Force Base dans le Colorado) établit le temps GPS à partir d'un ensemble d'horloges atomiques gérées par l'US Naval Observatory (USNO).
Chaque satellite embarque une horloge atomique de précision, mais qui présente une dérive à long terme non négligeable. Pour éviter une désynchronisation du temps GPS entre les différents satellites, les paramètres de correction des horloges sont maintenus par le Segment de Contrôle et transmis dans le message de navigation de chaque satellite.
Le temps GPS a été synchronisé sur l'UTC le 6 janvier 1980. L'UTC est occasionnellement incrémenté ou décrémenté d'une seconde intercalaire par rapport au Temps atomique international pour rester cohérent avec la rotation de la Terre qui définit le Temps universel.
Le temps GPS est resté une échelle de temps continue et n'a pas suivi ces sauts. Depuis le 31 décembre 2016, le temps GPS est en avance de 18 s sur l'UTC. Ce décalage est transmis par les satellites aux récepteurs dans le message de navigation, ce qui leur permet de connaitre le temps UTC.

## Transfert du temps des satellites au sol
| Source de référence                                 | Dérive par jour (ordre de grandeur) |
| --------------------------------------------------- | ----------------------------------- |
| Montre à quartz                                     | 1 seconde                           |
| Oscillateur à quartz contrôlé en température (TCXO) | 10 millisecondes                    |
| Oscillateur à quartz thermostaté (OCXO)             | 0.1 milliseconde                    |
| Horloge atomique d'un satellite GPS                 | 10 nanosecondes                     |
| Horloge atomique PHARAO                             | 10 picosecondes                     |

La base de temps des récepteurs GPS provient d'oscillateur à quartz, qui peuvent aller d'un simple composant électronique fournissant du 10 MHz pour un appareil de type GPS pour l'automobile, à des oscillateurs plus performants compensant la dérive en température (OCXO ou TCXO).
Mais, dans tous les cas, ces oscillateurs ne sont pas assez précis pour être utilisables pour le positionnement. Tous les récepteurs GPS calculent l'écart entre leur horloge et le temps GPS, c'est pourquoi un récepteur GPS a besoin de 4 satellites pour résoudre les 4 inconnues : le temps et les trois axes de la position.
Lorsque ce système d'équation est résolu, on obtient la valeur du transfert de temps entre les satellites et le sol. D'après les spécifications du système GPS, le transfert de temps atteint une précision inférieure à 40 ns dans 95 % des cas avec une valeur typique de 12 ns.
Le récepteur est donc synchronisé sur le temps des horloges atomiques des satellites. Il faut cependant noter que la précision est théorique, car elle ne prend en compte que les sources d'erreur liées à la constellation de satellites, ce qui exclut les sources d'erreur interne au récepteur et les erreurs de propagation des ondes (les multitrajets, les erreurs ionosphérique et troposhérique).

## Des horloges GPS
Les horloges GPS sont à l'origine des récepteurs classiques captant les signaux GPS civils C/A sur la fréquence L1.
Pour communiquer l'information de temps, elles fournissent des sorties donnant la date et l'heure sous un format lisible par un ordinateur (port série, ethernet compatible des protocoles NTP et/ou PTP,). Elles fournissent aussi des sorties analogiques telles que des signaux IRIG et Pulse Par Seconde (1PPS), qui est un signal électrique carré de période une seconde.
La stabilité du temps obtenue peut être dégradée à court-terme par des perturbations occasionnelles de propagation des ondes : multitrajet, changement de conditions de l'ionosphère ou de la troposphère.
Mais surtout le GPS est vulnérable aux interférences et au brouillage, car le niveau de signaux GPS au niveau du sol est très faible, de l'ordre de −160 dBW soit l'équivalent d'un émetteur de 1 × 10−16 W (?? à quelle distance de cet émetteur  ?). Si de telles conditions se produisent, le récepteur peut perdre les signaux des satellites, donc ne plus pouvoir fournir de référence de temps.
Pour pallier ces limitations, les GPS disciplined oscillator (en) (GPSDO) sont utilisés. En termes d'interface, en plus du 1PPS, ils sont équipés de sorties de fréquence (10 MHz par exemple) qui peuvent servir de fréquence de référence.
Ces appareils associent un récepteur GPS et un oscillateur de haute qualité, soit un quartz de type OCXO, soit une horloge atomique au Rubidium. Ces oscillateurs sont très stables à court terme (de quelques minutes à quelques heures). Mais ils finissent par accumuler une dérive à plus long terme, même pour une horloge au Rubidium. Le GPS est utilisé pour asservir l'oscillateur, assurant la précision à long terme et la synchronisation avec le temps UTC. L'oscillateur garantit la précision à court terme et peut continuer à fonctionner même si les signaux GPS sont indisponibles.
Leurs performances absolues dépendent de leur mise en œuvre. Le récepteur étant à priori fixe quand il mesure le temps, il ne calcule pas sa position en fonctionnement. Elle peut soit être initialisée par le récepteur de manière autonome lors du démarrage (ce qui risque de laisser une erreur de quelques mètres sur la position, donc une incertitude sur le temps), soit être paramétrée manuellement par l'utilisateur lorsqu'il connait exactement la position de l'antenne GPS de l'installation. Il faut aussi prendre en compte le retard de propagation dans la chaîne de mesure : les câbles transmettant des signaux GPS de l'antenne au récepteur, les câbles en sortie du récepteur (1PPS par exemple) et le temps de traitement interne du récepteur.
L'antenne GPS doit être à l'extérieur et avoir, si possible, une vue dégagée de tout l'horizon et être éloignée de toute surface susceptible de générer des multitrajets.
Avec toutes ces conditions réunies, le NIST a mesuré les performances de 4 GPSDO du commerce par rapport au temps UTC légal qu'il génère pour les États-Unis. En prenant en compte tous les paramètres : délais du câble d'antenne de 81 ns, écart entre l'UTC du NIST et le temps GPS de 5,5 ns, délai interne moyen des 4 récepteurs de 122 ns 145 ns 193 ns et 1 283 ns respectivement, la synchronisation des 4 GPSDOs a été mesurée pendant 60 jours avec une erreur quasiment toujours inférieure à 50 ns.
Une mise en œuvre aussi soignée tient plus des applications de métrologie et de recherche. Pour les applications industrielles, l'exigence de précision récurrente est de 1µs, ce qui est couvert par les GPSDOs même sans les calibrations décrites précédemment.

## Applications

### Diffusion de temps précis par le GPS
Le GPS sert de référence en temps réel dans beaucoup des applications :
- Réseaux mobiles (GSM, UMTS, LTE) : horloges de référence primaires selon la norme ITU-T G.811[17] ;
- synchronisation des réseaux d'émetteurs iso-fréquence en Télévision numérique terrestre ;
- synchronisation de la phase dans les systèmes de distribution d'électricité ;
- datation des événements ou cotations financières de manière chronologique[18].

### Transfert de temps "Common-View"
La méthode de transfert de temps "Common-View" sert à obtenir une synchronisation relative entre deux sites distants (par opposition à une synchronisation "absolue" par rapport à une référence extérieure). Le terme "Common-View" se rapporte au fait que les récepteurs GPS doivent "voir" les mêmes satellites, ce qui impose une distance maximum de l'ordre de 8 000 km entre les récepteurs. Les satellites étant les mêmes, les sources d'erreur liées à ceux-ci s'annulent. Les sources d'erreurs liées à la propagation des ondes dans l'atmosphère (retard ionosphérique) sont aussi très réduites et ce d'autant plus que les récepteurs sont proches (moins de 100 km).
Cette méthode est utilisée par les laboratoires qui participent à la constitution du temps UTC pour se synchroniser entre eux. Ces laboratoires sont au nombre de 70 répartis dans le monde et représentent un total de plus de 400 horloges atomiques (horloge atomique au Césium ou Maser à hydrogène). Ces horloges ont une fréquence plus précise et plus stable que celles des satellites. Mais l'horloge du satellite sert uniquement à dater le temps provenant des fréquences des laboratoires avec une référence commune. Les données sont utilisées en post-traitement pour réduire les incertitudes grâce à l'utilisation de données extérieures (éphémérides satellite corrigés, retards ionosphérique mesurés). Il est ainsi possible de mesurer et de maintenir un décalage de l'ordre de 3-4 nanosecondes sur une courte durée et jusqu'à 2 nanosecondes en moyennant sur une journée.
En 2013, cette méthode est couramment utilisée, mais elle est progressivement remplacée par d'autres plus précises.
Cette technique a aussi été utilisée dans le domaine de la recherche par l'expérience OPERA.
OPERA est une expérience internationale de physique quantique destinée à étudier les neutrinos. Les neutrinos sont produits au CERN à Genève et dirigés vers un détecteur distant de 730 km en Italie. La synchronisation temporelle des deux lieux distants est assurée par deux systèmes jumeaux : un récepteur GPS de précision couplé à une horloge atomique au Césium. La synchronisation entre les deux récepteurs a été mesurée précise à 2 ns.
En ajoutant les sources d'erreur le long de la chaîne instrumentale (propagation des références de temps vers les différentes installations), la mesure du temps de parcours des neutrinos a été réalisée avec une composante d'erreur due à l'instrumentation inférieure 8.3 ns.